# Zhang Wei (athlétisme)
Pour les articles homonymes, voir Zhang Wei.
Zhang Wei, né le 22 mars 1994 dans le Shandong, est un athlète chinois, spécialiste du saut à la perche.
Son meilleur saut est de 5,50 m réalisé à Zibo le 26 mai 2012 qu'il porte à 5,62 m à Lyon en février 2013 ce qui le qualifie pour les Championnats du monde à Moscou. Le 27 juin 2015, il porte son record à 5,65 m à Pékin, ce qui le qualifie pour les Championnats du monde dans cette ville.